# Кирєєва Аліса
Алі́са Кирє́єва (Кірєєва) (* 1989) — українська фігуристка. Срібна призерка чемпіонату України.

## З життєпису
Народилася 1989 року в Києві. Кататись почала 1992-го. Срібна призерка національного чемпіонату України 2006 року. Посіла 19-те місце у відбірковому раунді Чемпіонату світу з фігурного катання 2006 року. Тренували Тетяна Шаранова і В'ячеслав Загороднюк.